# Данелия, Шалва Самсонович
Шалва Самсонович Дане́лия (1900—1984) — участник советского атомного проекта, лауреат Сталинской премии (1949).

## Биография
Окончил горный институт.
В 1932—1935 годах прораб на строительстве станции метро «Красные ворота».
В 1947—1950 годах главный инженер и начальник Объекта 2 государственного акционерного общества цветной металлургии «Висмут» (ГДР).
Деятельность Объекта велась на основе работ Саксонской ураново-поисковой партии. Вначале отрабатывались месторождения Обершлема и Шнееберг, затем в апреле 1947 г. месторождение Шнееберг передано в новый Объект 3. В то же время была сдана в эксплуатацию новая шахта № 6. В 1950 г. в состав Объекта 2 входили семь шахт (№ 4, 6, 6-бис, 12, 15, 65, 67), обогатительная фабрика № 99 и цех опробования № 52.
Всего на Объекте работало 155 советских специалистов и около 25 тысяч немецких трудящихся.
В 1960-е годы участвовал в строительстве Тбилисского метро.

## Семья
- сын Вахтанг (р. 1929)
- сын Борис (р. 1937)
- сын Шалва (р. 1939)
- дочь Наташа (р. 1947)

## Признание
- Сталинская премия первой степени (29.10.1949) — за разработку и осуществление новой системы горного вскрытия месторождений урана и за внедрение скоростных методов проходки горно-капитальных выработок
- орден Ленина (29.10.1949)